# Apicia distycharia
Apicia distycharia är en fjärilsart som beskrevs av Achille Guenée 1858. Apicia distycharia ingår i släktet Apicia och familjen mätare. Inga underarter finns listade i Catalogue of Life.